# L'Épinay-le-Comte
Pour les articles homonymes, voir Épinay (homonymie).
L'Épinay-le-Comte est une ancienne commune française, située dans le département de l'Orne en région Normandie, devenue le 1er janvier 2016 une commune déléguée au sein de la commune nouvelle de Passais Villages.
Elle est peuplée de 165 habitants (les Épicomtois).

## Géographie
La commune est au sud-ouest du Passais, aux confins du Bas-Maine. Son bourg est à 7 km au nord de Gorron, à 7,5 km au sud-ouest de Passais et à 9,5 km au sud-est du Teilleul.
Couvrant 955 hectares, le territoire de L'Épinay-le-Comte est le moins étendu du canton de Passais.
| Mantilly                            | Mantilly          | Passais                         |
| Désertines (Mayenne)                | L'Épinay-le-Comte | Saint-Siméon                    |
| Saint-Aubin-Fosse-Louvain (Mayenne) | Lesbois (Mayenne) | Saint-Siméon, Lesbois (Mayenne) |

## Toponymie
Le toponyme relève de spina (haie d'épine), au sens d'« épine noire » ou d'« épine blanche », conservé dans le français épinaie. Le toponyme epinay tirerait son nom des épines séculaires qui servaient jadis à séparer les héritages, les aubépines servaient autrefois à délimiter les parcelles de Normandie.

Le « comte » serait celui de Mortain et de Domfront au XIIIe siècle, Philippe Hurepel.

## Politique et administration
| Période                                  | Période       | Identité             | Étiquette | Qualité                                                  |
| ---------------------------------------- | ------------- | -------------------- | --------- | -------------------------------------------------------- |
| 1892                                     |               | Pierre Marin Pottier |           | maréchal des logis, chevalier de légion d'honneur (1868) |
| vers 1895                                | après 1897    | Auguste Havard       |           |                                                          |
| ?                                        | 1977          | Camille Coupeau      |           |                                                          |
| 1977                                     | mars 2008     | Georges Gendron      | SE        | Agriculteur                                              |
| mars 2008                                | décembre 2015 | André Neveu          | SE        | Agriculteur                                              |
| Les données manquantes sont à compléter. |               |                      |           |                                                          |

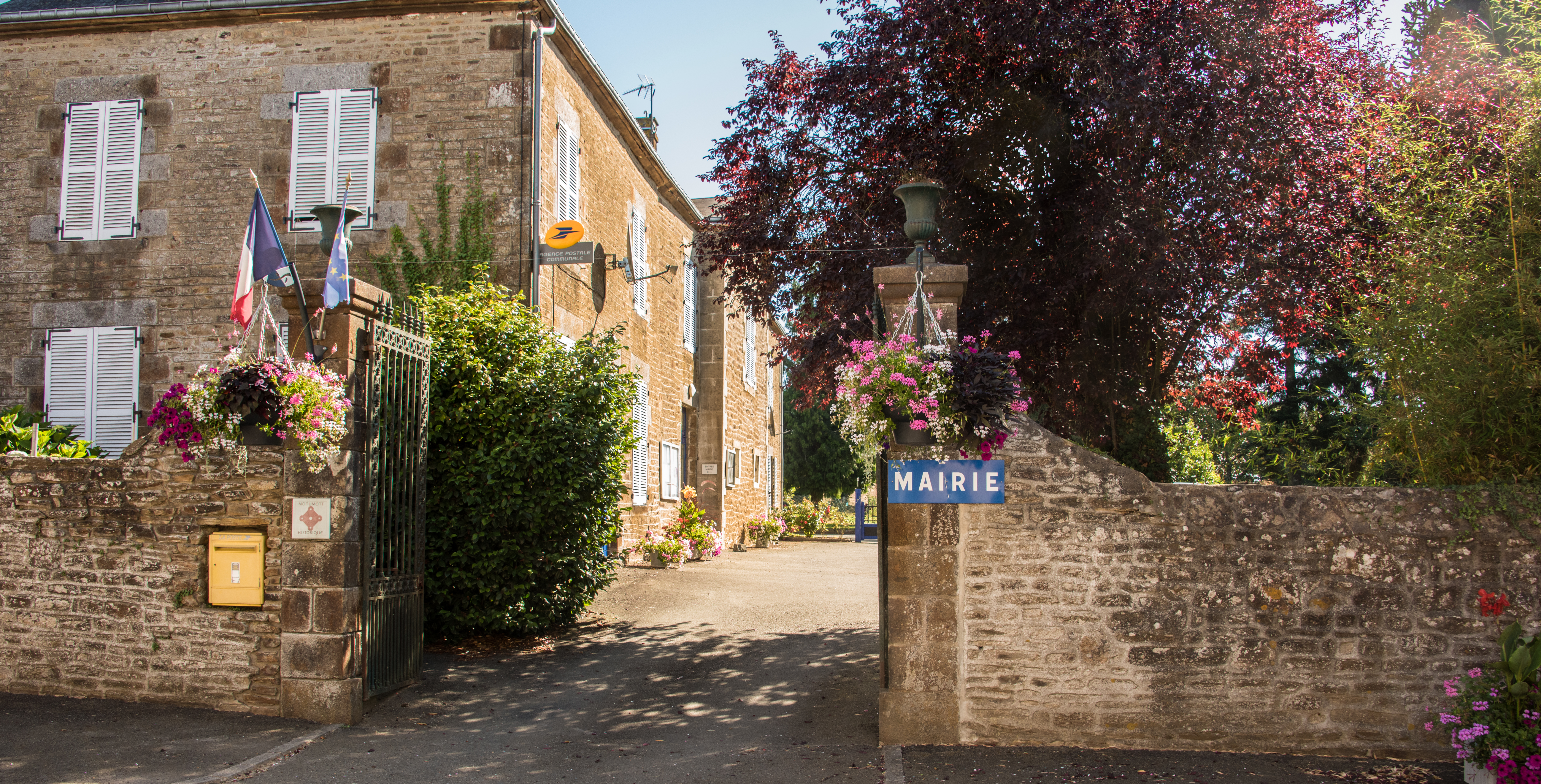
La mairie.

Le conseil municipal était composé de onze membres dont le maire et deux adjoints. Ces conseillers intègrent au complet le conseil municipal de Passais Villages le 1er janvier 2016 jusqu'en 2020 et André Neveu devient maire délégué. Il est remplacé en mai 2020 par Maya Zaïa Ziane.

## Démographie
En 2021, la commune comptait 165 habitants. Depuis 2004, les enquêtes de recensement dans les communes de moins de 10 000 habitants ont lieu tous les cinq ans (en 2008, 2013, 2018, etc. pour L'Épinay-le-Comte) et les chiffres de population municipale légale des autres années sont des estimations.
L'Épinay-le-Comte a compté jusqu'à 1 189 habitants en 1831. Elle est la commune la moins peuplée du canton de Passais.
| 1793  | 1800  | 1806  | 1821 | 1831  | 1836 | 1841 | 1846 | 1851 |
| ----- | ----- | ----- | ---- | ----- | ---- | ---- | ---- | ---- |
| 1 066 | 1 104 | 1 106 | 963  | 1 189 | 981  | 956  | 910  | 920  |

| 1856 | 1861 | 1866 | 1872 | 1876 | 1881 | 1886 | 1891 | 1896 |
| ---- | ---- | ---- | ---- | ---- | ---- | ---- | ---- | ---- |
| 901  | 856  | 806  | 760  | 756  | 752  | 695  | 694  | 665  |

| 1901 | 1906 | 1911 | 1921 | 1926 | 1931 | 1936 | 1946 | 1954 |
| ---- | ---- | ---- | ---- | ---- | ---- | ---- | ---- | ---- |
| 611  | 616  | 601  | 549  | 534  | 514  | 514  | 504  | 494  |

| 1962 | 1968 | 1975 | 1982 | 1990 | 1999 | 2008 | 2013 | 2018 |
| ---- | ---- | ---- | ---- | ---- | ---- | ---- | ---- | ---- |
| 405  | 381  | 306  | 262  | 239  | 188  | 183  | 188  | 167  |

| 2019 | - | - | - | - | - | - | - | - |
| ---- | - | - | - | - | - | - | - | - |
| 165  | - | - | - | - | - | - | - | - |

## Lieux et monuments
- Église Saint-Céneri (XIXe siècle).
- Manoir dont une salle dite souterraine est inscrite aux Monuments historiques[13]. Le bâtiment est occupé par la mairie.

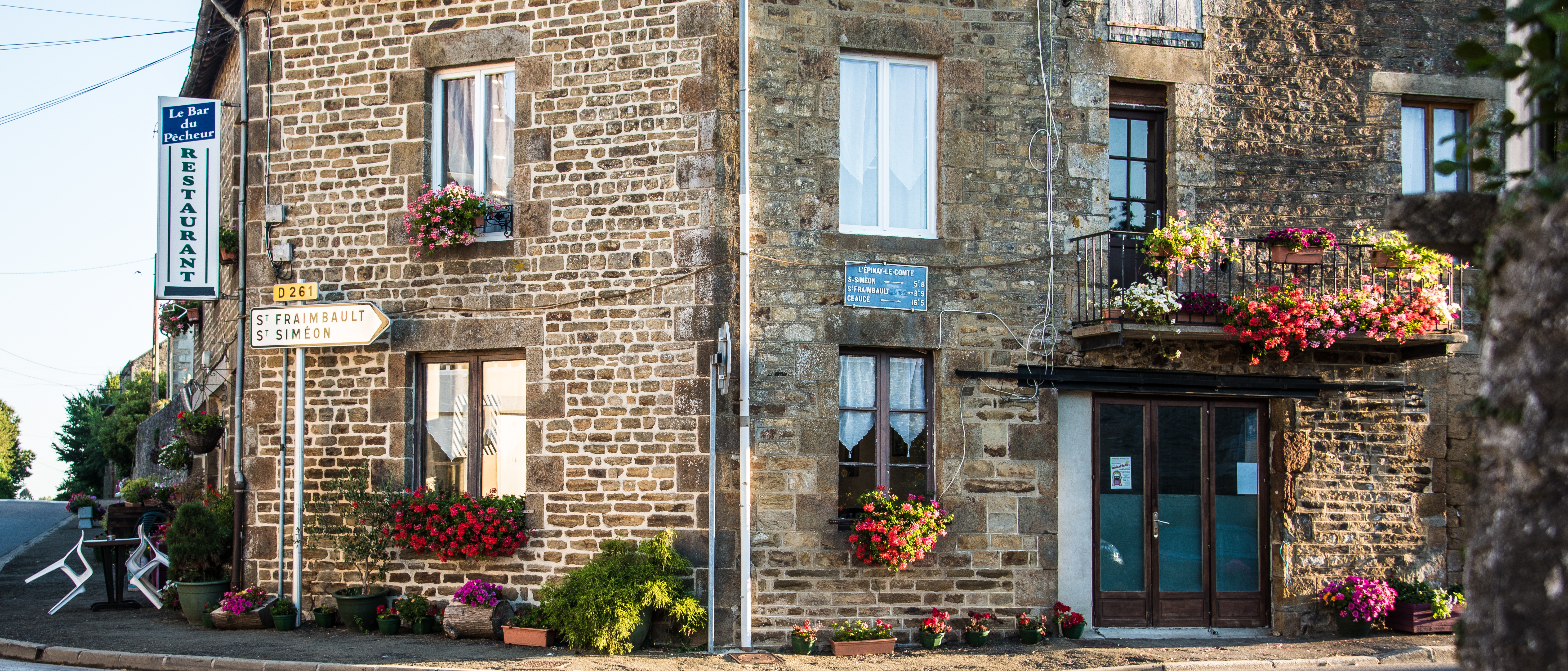
Le bar du Becher.
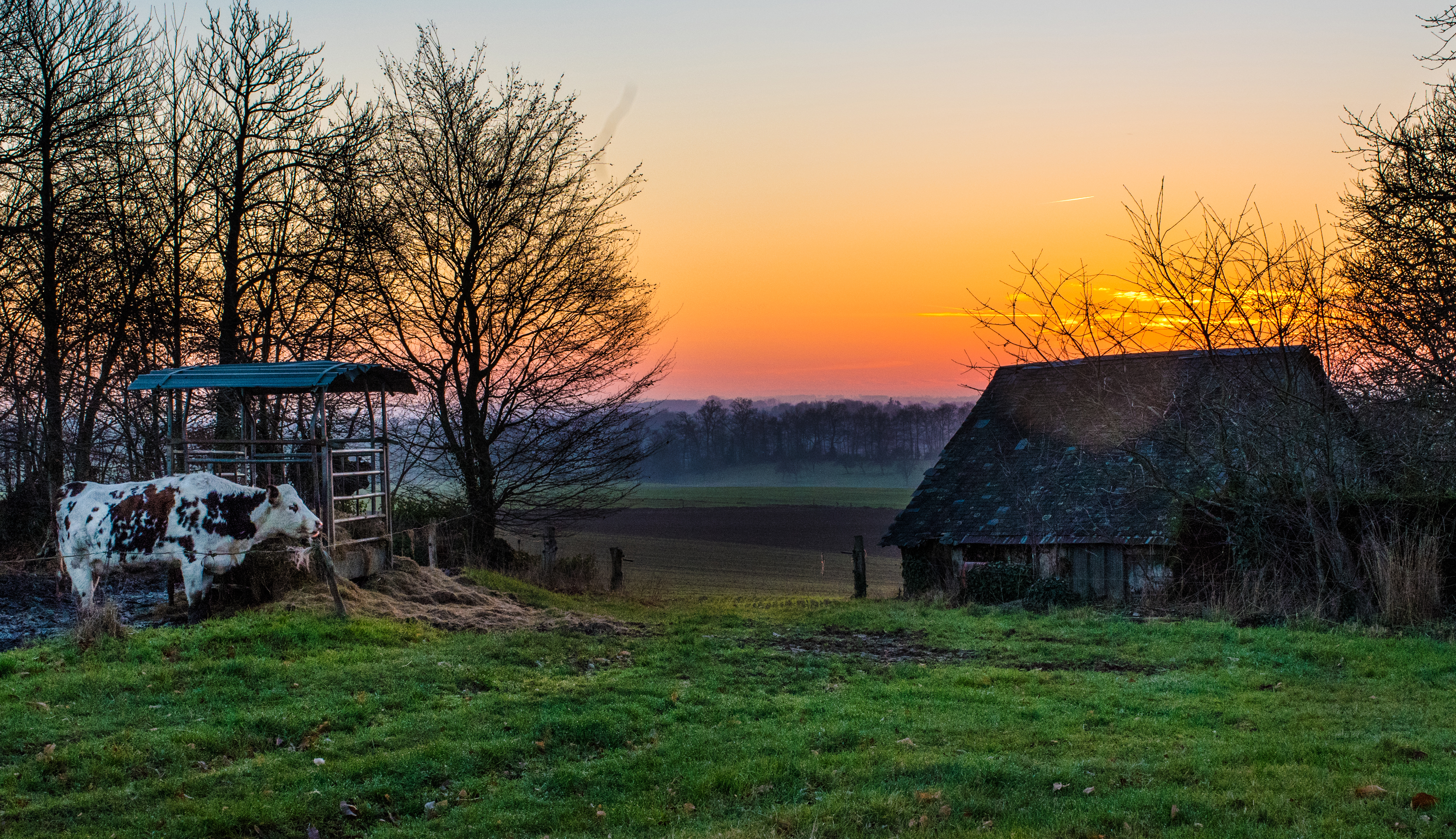
Vue dans la direction générale du village depuis la Boe.

## Activité et manifestations
Le festival Le Carrefour du Rock s'est tenu à L'Épinay-le-Comte annuellement de 2001 à 2007.